# Michael Preuß
Michael Preuß (* 6. Januar 1984 in Wernigerode) ist ein deutscher Fußballspieler.

## Karriere
In der Jugendzeit war Preuß bis 2002 beim 1. FC Wernigerode aktiv, hier sammelte er auch erste Erfahrungen im Herrenbereich. Da der Verein im Juni 2002 Insolvenz anmelden musste, schloss er sich dem von Mitgliedern des ehemaligen 1. FC Wernigerode gegründeten Verein Germania Wernigerode an. 2003 wechselte der Stürmer von Germania Wernigerode zum VfB Germania Halberstadt. Nach zwei Jahren kehrte er zu Germania Wernigerode zurück. 2009 schloss sich Michael Preuß dem SV Stahl Thale an und wurde mit 25 Treffern prompt bester Torschütze der Landesliga Nord. 2010 ging er erneut zum VfB Germania Halberstadt. Nachdem er in der Saison 2010/11 mit Halberstadt in der Südstaffel der Oberliga Nordost Torschützenkönig und Meister wurde, wechselte Preuß zum Halleschen FC und stieg dort in seiner ersten Saison in die 3. Liga auf. Im Sommer 2013 wurde sein Vertrag nicht verlängert, woraufhin der SSV Markranstädt den nunmehr 29-jährigen Angreifer verpflichtete. Doch schon im September 2013 wurde der Kontrakt in beiderseitigem Einvernehmen wieder aufgelöst. Nach einigen Monaten ohne Verein schloss sich Preuß im Januar 2014 für die Rückrunde wieder seinem früheren Klub Stahl Thale an. Im Sommer verschlug es ihn nach Nordrhein-Westfalen, wo er sich dem Landesligisten Grün-Weiß Wuppertal anschloss. In der Winterpause wechselte er zu TuRU Düsseldorf. Die Saison 2015/16 begann Preuß beim Wuppertaler Kreisligisten SC Sonnborn 07, ehe er im Winter erneut wechselte und zu Stahl Thale zurückkehrte.
Zur Saison 2016/17 unterschrieb er beim FC Einheit Wernigerode, in der Winterpause schloss er sich seinem früheren Verein Germania Wernigerode an.